# 魏標
魏標（？—1659年），字其志，南明永曆年間鄭成功部將，官至「火武鎮」。永曆十三年（1659年）於江南作戰殉難。

## 事蹟
魏標原為清軍漳州守將，永曆八年（1653年）十一月初一追隨劉國軒投奔鄭成功部，鄭授以兵權並委之掌管火武鎮。永曆十年（1656年）7月，鄭成功攻取福州，魏標率軍與甘輝征服閩安。永曆十三年（1659年）南京之役，魏標與諸將一同陣亡。